# Live Peace in Toronto 1969
Live Peace in Toronto 1969 ist ein Livealbum der Plastic Ono Band. Es ist das vierte gemeinsame Album von John Lennon und Yoko Ono, die hier zum zweiten Mal den Gruppennamen „Plastic Ono Band“ verwendeten. Die Band, deren Konzept darin bestand, keine festen Mitglieder zu haben, bestand hier außer Lennon und Ono aus Eric Clapton, Klaus Voormann und Alan White. Die Aufnahmen entstanden am 13. September 1969 beim Toronto Rock and Roll Revival in Kanada. Das Album wurde am 12. Dezember 1969 in Großbritannien und am 15. Dezember 1969 in den USA veröffentlicht.

## Entstehungsgeschichte
Der erste öffentliche Liveauftritt eines Beatles seit dem 30. Januar 1969 (Rooftop Concert) kam unter ungewöhnlichen Umständen zustande. Der kanadische Konzertveranstalter John Brower rief am 12. September 1969 in London bei Apple an, um John Lennon zu einem Rock-and-Roll-Revival-Festival in Toronto einzuladen. Als Lennon erfuhr, dass dort unter anderem seine Jugend-Idole Chuck Berry, Jerry Lee Lewis und Little Richard auftreten würden, sagte er spontan zu, stellte aber die Bedingung, mit seiner Gruppe dort spielen zu dürfen. Diese Gruppe musste Lennon nun innerhalb kürzester Zeit zusammenstellen, denn am nächsten Morgen musste die Band nach Kanada fliegen. Lennons Wahl fiel auf Eric Clapton als Gitarristen, Klaus Voormann als Bassisten und Alan White als Schlagzeuger. Es gelang, die drei Musiker zur Teilnahme zu überreden, und der Teilnahme am Konzert am folgenden Tag schien nichts mehr im Wege zu stehen. Ursprünglich wollte Lennon George Harrison als Gitarristen, doch der lehnte ab. Am Morgen des 13. September 1969 schien Lennon seine Zusage zu bereuen, denn er und Ono erschienen nicht am Flughafen. Er bat seinen Assistenten Anthony Fawcett, die Teilnahme abzusagen und den Veranstaltern einen Strauß weißer Blumen zu schicken. Fawcett fuhr zum Anwesen der Lennons und überredete ihn, die Entscheidung zu überdenken. Die Plastic Ono Band wurde auf einen späteren Flug umgebucht und traf rechtzeitig für ihren Auftritt in Kanada ein. Während des Flugs wurde das Programm für das Konzert besprochen. Da man niemals in dieser Zusammensetzung gespielt hatte, fiel die Wahl auf Stücke, die alle kannten. Klaus Voormann erinnerte sich in seiner Autobiografie an diesen Flug.

„John zählte ein paar Titel auf, und die, bei denen alle mit dem Kopf nickten, wurden dann genommen. Das waren ‚Blue Suede Shoes‘, ‚Money‘, ‚Dizzy Miss Lizzy‘. John gab uns die Tonart vor, und wir stimmten die Songs an.“

Außerdem wählte Lennon drei seiner Kompositionen aus: Yer Blues, das er 1968 mit den Beatles aufgenommen hatte, Cold Turkey, sein neuestes, bis dato nicht aufgenommenes Stück und Give Peace a Chance, die erste offizielle Veröffentlichung unter dem Namen „Plastic Ono Band“. Abschließend bereitete er Clapton, Voormann und White noch auf Yoko Onos Beitrag zum Konzert vor.

„‚Was sind denn das für Songs, die Yoko singen wird‘, wollten wir dann doch zu gern wissen. ‚Na ja, wie soll ich das erklären, also, es ist ganz easy.‘ John druckste herum, griff dann seine Gitarre und schrubbte wieder diesen einen Akkord. ‚Also zum Beispiel immer nur so, diese Harmonie, sooo […] hört ihr?‘ ‚O.k.‘, meinte Eric [Clapton], ‚da kann ich so einen typischen Bo-Diddley-Groove drüberlegen und Yoko, singt sie dazu?‘ ‚Na ja‘, John wand sich […], ‚singen kann man das nicht so nennen. Natürlich wird sie singen, aber eben nicht im üblichen Sinne, es wird ganz anders sein.‘“

Während des Fluges enthüllte Lennon auch seine Entscheidung, die Beatles zu verlassen. John Lennon sagte 1970 zur Trennung: „… und ich wusste es, bevor ich nach Toronto ging, ich sagte zu Allen [Klein], dass ich gehen würde. Ich sagte Eric Clapton und Klaus, dass ich gehen würde und ich würde sie wahrscheinlich gerne als Gruppe haben. Und später dachte ich: ‚Scheiß drauf, ich werde nicht mit einer anderen Gruppe von Leuten stecken bleiben, wer auch immer sie sind‘.“
Nach der Landung in Toronto wurden die Musiker direkt zum Varsity Stadium gefahren. Am Veranstaltungsort angekommen, blieb in einem kleinen Raum gerade noch genug Zeit, um die Instrumente zu stimmen und für eine kleine Probe. Kurz vor dem Auftritt schaute Gene Vincent vorbei, um Lennon zu begrüßen. Bereits während der Vorbereitungszeit hatte bei Lennon ein Unwohlsein eingesetzt und als die Band schließlich aufgerufen wurde und sich auf den Weg zur Bühne machte, musste er sich heftig übergeben. Danach ging es ihm offensichtlich besser und wandte sich mit den Worten “O.k., lads. Let’s go!” an seine Mitstreiter.

## Das Konzert

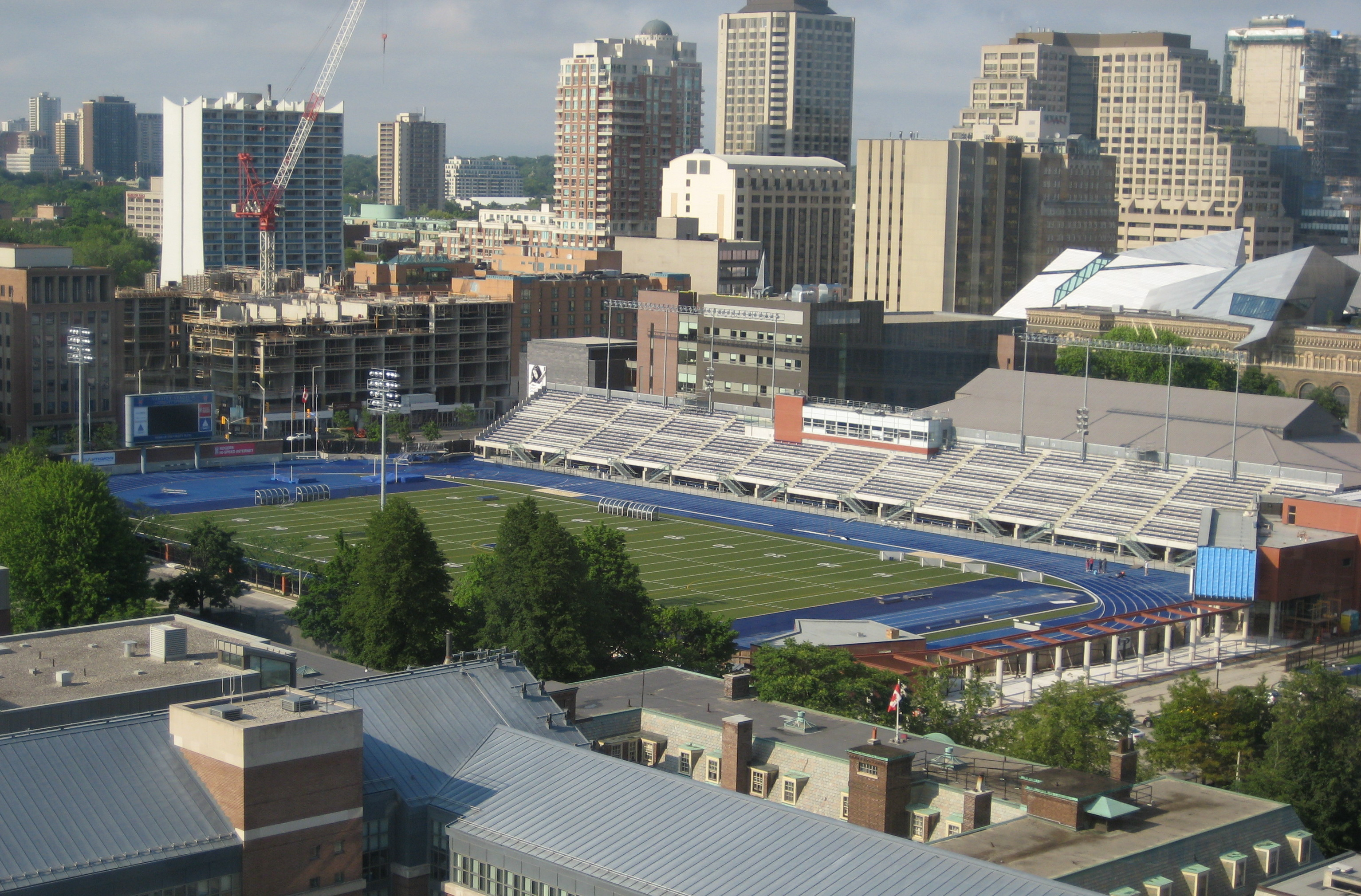
Varsity Stadium der University of Toronto

Auf dem Livealbum ist die Ansage enthalten, mit der Kim Fowley, der Moderator des Festivals, die Plastic Ono Band ankündigt: “Get your matches ready& …” John Lennons einleitende Worte ans Publikum lauten: “We’re just going to do numbers that we know because we’ve never played together before.” (deutsch: „Wir spielen nur Stücke, die wir kennen, weil wir noch nie zusammengespielt haben.“) Die Gruppe begann ihren Auftritt mit Blue Suede Shoes, einem Stück aus dem Jahr 1956 von Carl Perkins. Es folgte Money (That’s What I Want), ein Stück aus dem 1959 von Barrett Strong, das Lennon oft mit den Beatles live gespielt hatte und das 1963 auf dem zweiten Beatles-Album With the Beatles erschienen war. Auch das nächste Stück Dizzy Miss Lizzy – im Original von Larry Williams aus dem Jahr 1958 – kannte Lennon von zahlreichen Auftritten mit den Beatles. Eine Studioaufnahme wurde 1965 auf dem Album Help! veröffentlicht. Nach diesen drei Coverversionen griff Lennon auf eigene Kompositionen zurück. Den Anfang machte Yer Blues, ein Stück das Lennon 1968 für das sogenannte Weiße Album geschrieben hatte. Zumindest Eric Clapton war ebenfalls mit diesem Lied vertraut, da er es im Dezember 1968 im Rahmen des „Rock and Roll Circus“ mit der Gruppe The Dirty Mac gespielt hatte. “We’ve never done this number before, so best of luck” lautete Lennons schlichte Ankündigung für das nächste Stück. Lennon hatte Cold Turkey im August 1969 geschrieben, bis dato aber nicht aufgenommen. Die Studioversion entstand – mit leicht veränderter Besetzung, Ringo Starr ersetzte Alan White am Schlagzeug – erst am 28. September 1969. Den Abschluss des Lennon-Teils des Konzerts der Plastic Ono Band bildete Give Peace a Chance. Das Stück war am 4. Juli 1969 als erste Veröffentlichung der Plastic Ono Band erschienen. Lennon zählt das Lied auf Deutsch an mit „Eins, zwei – eins, zwei, drei, vier.“ Obwohl Yoko Ono während des Konzerts für Lennon die Texte der Lieder auf vorbereiteten Zetteln hielt, kam es zu zahlreichen spontanen Textänderungen.
Nachdem der Applaus für Give Peace a Chance beendet war, wurde das Publikum mit Yoko Onos Beiträgen konfrontiert. Sie begann mit ihrer Komposition Don’t Worry Kyoko (Mummy’s Only Looking for Her Hand in the Snow), von der später eine Studioversion als B-Seite der Single Cold Turkey veröffentlicht wurde. An diese fast fünfminütige Darbietung schloss sich ein weiteres Ono-Werk mit dem Titel John John (Let’s Hope for Peace), das nach mehr als zwölf Minuten mit dem Feedback der an die Verstärker gelehnten Gitarren endete. Mal Evans schaltete schließlich die Verstärker aus. Folgte der erste Titel noch halbwegs den Formen der Rockmusik, war das zweite Stück extrem avantgardistisch. Der Autor John Blaney bezeichnet das Stück als pure-avantgarde noise. Die Reaktionen des Publikums auf Onos Stücke scheinen wenig positiv gewesen zu sein.

„Ich bin mir im Nachhinein sicher, hätte John nicht so viele Pluspunkte bei den zuhörenden Gästen gehabt, dann hätte es Tomaten und sonstige faule Substanzen gehagelt.“

Zwei Wochen nach dem Konzert stellte John Lennon in den Londoner Abbey Road Studios die Abmischung der Aufnahmen des Konzerts fertig. Im Vorwege gab es Probleme mit der Veröffentlichung, Lennon sagte 1980 dazu: „Wir haben versucht, es auf Capitol zu veröffentlichen, und Capitol wollte es nicht veröffentlichen. Sie sagten: ‚Das ist Müll, wir werden es nicht veröffentlichen mit ihrem [Onos] Geschrei auf einer Seite und du mit dieser Art von Live-Sachen.‘ Und sie weigerten sich einfach, es zu veröffentlichen. Aber wir haben sie schließlich davon überzeugt, dass die Leute das kaufen könnten. Natürlich wurde es am nächsten Tag Gold“. Am 12. Dezember 1969 erschien das Album; die Erstauflage enthielt noch zusätzlich einen Kalender. In Großbritannien konnte es sich – wie Lennons vorangegangene Soloalben – nicht in der Hitparade platzieren. In den USA dagegen kam es bis Platz 10 der Charts und wurde zudem mit einer Goldenen Schallplatte ausgezeichnet.

## Covergestaltung
Die Covergestaltung erfolgte von John Kosh. Das Vordercover zeigt einen blauen Himmel mit einer weißen Wolke am unteren Rand. Der Erstauflage liegt ein Kalender für das Jahr 1970 bei, mit gehefteter Drahtspiralbindung.

## Titelliste
Seite 1
1. Blue Suede Shoes (Carl Perkins)
2. Money (That’s What I Want) (Janie Bradford/Berry Gordy)
3. Dizzy Miss Lizzy (Larry Williams)
4. Yer Blues (Lennon/McCartney)
5. Cold Turkey (John Lennon)
6. Give Peace a Chance (John Lennon)

Seite 2
1. Don’t Worry Kyoko (Mummy’s Only Looking for Her Hand in the Snow) (Yoko Ono)
2. John John (Let’s Hope for Peace) (Yoko Ono)

## Wiederveröffentlichungen
- Im Mai 1995 wurde das Album erstmals im CD-Format in einer von Rob Stevens in den Quad Recording Studios neu abgemischten Version veröffentlicht. Die CD wurde von George Marino in den Sterling Sound Studios neu remastert. Der CD liegt ein 32-seitiges bebildertes Begleitheft bei, das einen Kalender für das Jahr 1995 enthält.[9]
- Die CD-Veröffentlichung aus dem Jahr 1995 wurde von Mobile Fidelity Sound Lab (MFSL) neu remastert und erschien im April 2006 als 24-karätige vergoldete CD in einer limitierten Auflage. Der CD liegt ein 32-seitiges bebildertes Begleitheft bei, das einen Kalender für das Jahr 2006 enthält.[10]

## Chartplatzierungen
| ChartsChartplatzierungen       | Höchstplatzierung | Wochen |
| ------------------------------ | ----------------- | ------ |
| Vereinigte Staaten (Billboard) | 10 (32 Wo.)       | 32     |

## Konzertfilm
Von D. A. Pennebaker stammt der Dokumentarfilm Sweet Toronto, der 1971 veröffentlicht wurde. Der Film zeigt das Konzert der Plastic Ono Band sowie Auftritte anderer Künstler wie Chuck Berry oder Jerry Lee Lewis. Die DVD-Veröffentlichung vom Mai 1998 des Konzertfilms John Lennon and The Plastic Ono Band: Sweet Toronto enthält weitere Abmischungen.